# 中国共产党甘肃省委员会
中国共产党甘肃省委员会，简称中共甘肃省委，是中国共产党在甘肃省的领导机关，由中国共产党甘肃省代表大会选举产生，并在代表大会闭会期间，执行中国共产党中央委员会的指示和中国共产党甘肃省代表大会的决议，领导甘肃省的党务工作，并定期向中国共产党中央委员会报告工作。目前，胡昌升担任该委员会书记，任振鹤、石谋军担任该委员会副书记。

## 职责
根据《中国共产党地方委员会工作条例》，中国共产党地方委员会主要实行政治、思想和组织领导，承担下列职能：
1. 对本地区重大问题作出决策。
2. 通过法定程序使党组织的主张成为地方性法规、地方政府规章或者其他政令。
3. 加强对本地区宣传思想文化工作的领导，牢牢掌握意识形态工作领导权、话语权。
4. 按照干部管理权限任免和管理干部，向地方国家机关、政协组织、人民团体、国有企事业单位等推荐重要干部。
5. 支持和保证人大、政府、政协、法院、检察院、人民团体等依法依章程独立负责、协调一致地开展工作，发挥这些组织中党组的领导核心作用。
6. 加强对本地区群团工作和统一战线工作的领导。
7. 动员、组织所属党组织和广大党员，团结带领群众实现党的目标任务。

## 机构设置
根据《甘肃省机构改革方案》，中国共产党甘肃省委员会设置工作机关15个，工作机关管理的机关（副厅级）2个。中共甘肃省委设置下列机构：
- 中共甘肃省委办公厅

### 职能部门
- 中共甘肃省委组织部
- 中共甘肃省委宣传部
- 中共甘肃省委统一战线工作部
- 中共甘肃省委政法委员会

（省委办公厅挂省档案局牌子；省委组织部挂非公有制经济组织和社会组织工作委员会、省公务员局牌子；省委宣传部挂省政府新闻办公室、省新闻出版局（省版权局）、省电影局牌子；省委统一战线工作部挂省政府侨务办公室牌子。）

### 办事机构
- 中共甘肃省委政策研究室
- 中共甘肃省委国家安全委员会办公室
- 中共甘肃省委网络安全和信息化委员会办公室
- 中共甘肃省委外事工作委员会办公室
- 中共甘肃省委机构编制委员会办公室
- 中共甘肃省委军民融合发展委员会办公室
- 中共甘肃省委信访局
- 中共甘肃省委巡视工作领导小组办公室
- 中共甘肃省委机要和保密局
- 中共甘肃省委老干部局

（省委全面深化改革委员会办公室设在省委政策研究室。省委全面依法治省委员会办公室设在省司法厅。省委国家安全委员会设在省委办公厅。省委财经委员会办公室设在省委政策研究室。省委审计委员会办公室设在省审计厅。省委教育工作领导小组秘书组设在省教育厅。省委农村工作领导小组办公室设在省农业农村厅。网络安全和信息化委员会办公室挂省互联网信息办公室牌子。省委外事工作委员会办公室与省人民政府外事办公室合署办公。省委军民融合发展委员会办公室挂省国防科技工业局牌子。省委机要和保密局挂省国家保密局、省国家密码管理局牌子。）

### 派出机关
- 中共甘肃省委直属机关工作委员会

（省委教育工作委员会与省教育厅合署办公，省委科学技术工作委员会办公室与省科学技术厅合署办公，均不计入机构限额。）

### 直属事业单位
- 中共甘肃省委党校
- 《甘肃日报》社
- 甘肃社会主义学院
- 中共甘肃省委党史研究室
- 甘肃省档案馆

（省委党校挂甘肃行政学院牌子。甘肃社会主义学院挂甘肃中华文化学院牌子。省委党史研究室挂省地方志办公室牌子。）

### 工作机关管理的机关
- 中共甘肃省委台湾工作办公室，由省委统一战线工作部管理。
- 中共甘肃省委精神文明建设指导委员会办公室，由省委宣传部管理。

（省委台湾工作办公室挂省人民政府台湾事务办公室牌子。）

## 组成人员

### 历届省委书记
（省委第一书记）
- 张德生（1949年7月—1954年6月）
- 张仲良（1954年6月—1961年1月）
- 汪锋（1961年1月—1966年11月）
- 胡继宗（1966年11月—1967年2月）
- 冼恒汉（1971年2月—1977年6月）
- 宋平（1977年6月—1981年1月）
- 冯纪新（1981年1月—1983年3月）
- 李子奇（1983年3月—1990年10月）
- 顾金池（1990年10月—1993年9月）
- 阎海旺（1993年9月—1998年4月）
- 孙英（1998年4月—2001年1月）
- 宋照肃（2001年1月—2003年8月）
- 苏荣（2003年8月—2006年7月）
- 陆浩（2006年7月—2011年12月）
- 王三运（2011年12月—2017年4月）
- 林铎（2017年3月—2021年3月）
- 尹弘（2021年3月—2022年12月）
- 胡昌升（2022年12月—）

### 历届省委
第十届省委（2002年4月22日—2007年4月28日）
- 书记：宋照肃（—2003年8月）、苏荣（2003年8月—2006年7月）、陆浩（2006年7月—）
- 副书记：陆浩、仲兆隆、韩忠信、马西林、陈学亨
- 常务委员：王军、洪毅、徐守盛、洛桑·灵智多杰（藏）、陈宝生、黄亦纯（女）

第十一届省委（2007年4月28日—2012年5月）
- 书记：陆浩（—2011年12月）、王三运（2011年12月—）
- 副书记：徐守盛、刘伟平
- 常务委员：陈宝生、蒋文兰（女）、励小捷、侯长安、刘巨魁、杨志明、冯健身、罗笑虎、刘立军、姜信治

第十二届省委（2012年5月—2017年5月）
- 书记：王三运（—2017年4月）、林铎（2017年3月—）
- 副书记：刘伟平（—2016年3月）、欧阳坚（—2017年3月）、林铎（2016年3月—2017年3月）、唐仁健（2017年3月—）、孙伟（2017年3月—）
- 常务委员：王三运（—2017年4月）、刘伟平（—2016年4月）、欧阳坚（—2017年3月）、刘永富（—2013年11月）、罗笑虎（—2015年4月）、连辑（—2016年2月）、吴德刚（—2016年11月）、泽巴足（藏族，—2016年9月）、咸辉（女，回族，—2016年9月）、张晓兰（女，—2016年8月）、虞海燕（—2017年1月，因严重违纪被查）、李建华、傅传玉（—2017年3月）、冉万祥（2014年1月—2015年4月）、王玺玉（2015年6月—）、李荣灿（2015年6月—）、梁言顺（2016年1月—）、林铎（2016年3月—）、马世忠（2016年8月—）、刘昌林（2016年10月—）、孙伟（2017年3月—）、黄强（2017年3月—）、宋亮（2017年3月—）、唐仁健（2017年3月—）

第十三届省委（2017年5月—2022年5月）
- 书记：林铎（—2021年3月） → 尹弘（2021年3月－）
- 副书记：唐仁健（—2020年12月）、孙伟（—2021年12月）、任振鹤（2020年12月—）、王嘉毅（2022年3月—)
- 常务委员：林铎（—2021年3月）、唐仁健（—2020年12月）、孙伟（—2021年12月）、李荣灿（—2021年4月）、刘昌林（—2021年11月）、梁言顺（—2017年12月）、马世忠（—2018年8月）、黄强（—2018年6月）、宋亮（—2021年2月，因严重违纪被查）、陈青（女，—2020年1月）、王嘉毅、马廷礼（回族，2017年6月—）、蒲永能（2018年1月—）、李元平（2018年1月—2021年12月）、周学文（2018年9月—2020年1月）、胡焯（2018年11月—）、石谋军（苗族，2020年7月—）、任振鹤（2020年12月—）、尹弘（2021年3月—）、朱天舒（2021年6月—）、王赋（2021年12月—）、程晓波（2022年1月—）

第十四届省委（2022年5月至今）
- 书记：尹弘（—2022年12月）、胡昌升（2022年12月—）
- 副书记：任振鹤（土家族）、王嘉毅（—2022年12月）、石谋军（苗族，2023年12月—）
- 常务委员：尹弘（—2022年12月）、任振鹤（土家族）、王嘉毅（—2022年12月）、王赋、石谋军（苗族）、朱天舒（—2023年7月）、程晓波、孙雪涛、刘长根、张锦刚（—2024年12月）、张永霞（女）、周伟（—2022年7月）、王文清（2022年9月—）、胡昌升（2022年12月—）、张伟（2022年12月—）、张晓强（2023年7月—）、李刚（2024年2月—）、雷思维（2025年7月—）